# Zentrales Hören
Zentrales Hören (auch Hörverarbeitung oder Hörwahrnehmung genannt) beschreibt den Teil des Hörens, der auf neuronaler Ebene erfolgt, also über Nervenbahnen und im Gehirn selbst. Es erfolgt nach dem peripheren Hören, das mit den Ohren, genauer: mit dem Innenohr, bewältigt wird.

## Funktionsweise

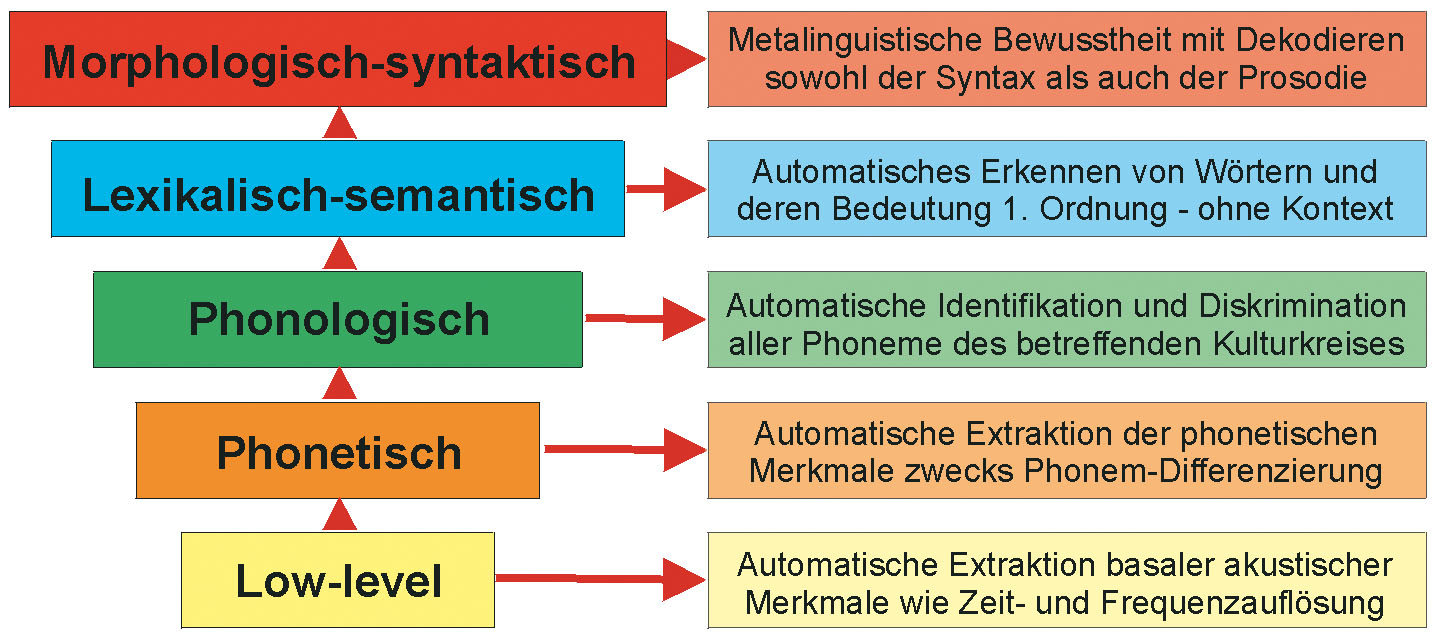
Low-Level-Funktionen

Zentrales Hören läuft in zwei Stufen ab, nämlich der auf der unbewussten Ebene stattfindenden Verarbeitung und der anschließenden bewussten Wahrnehmung. Die Verarbeitung findet ständig statt, also auch im Schlaf. Die Wahrnehmung dagegen findet nur im Wachzustand statt. Von den fünf Stufen der sprachlichen Kompetenz nach M. Ptok (siehe Abbildung) spielen sich aber nur die beiden unteren in der unbewussten, automatisierten Verarbeitung ab, während die darüber liegenden Stufen bereits der bewussten, also kognitiven Wahrnehmung zugeordnet werden. Ein Verarbeitungstraining, also etwa die Low-Level-Funktionen der Ordnungsschwelle, des Richtungshörens, der Tonhöhenunterscheidung und der Mustererkennung oder auch die phonetische Ebene, wie bei finnischen Neugeborenen durch Marie Cheour von der Universität Turku in Nature (Band 415 vom 7. Februar 2002) nachgewiesen wurde, lässt sich demnach sogar im Schlafe durchführen, nicht aber alle weiteren Stufen von der phonologischen Ebene aufwärts.

## Bedeutung für den Menschen
Die Bedeutung des zentralen Hörens im Vergleich zum peripheren Hören ist erst in jüngerer Zeit voll erkannt worden. Bis dahin wurde beispielsweise angenommen, ein durch das Alter beeinträchtigtes Hörvermögen sei allein auf ein Nachlassen der Hörleistung der Ohren zurückzuführen. Somit wurde es als ausreichend angesehen, Hörbehinderte mit technisch ausgereiften Hörgeräten zu versorgen. Aufgrund ähnlicher Überlegungen wurde bei Kindern mit Lernproblemen im weitesten Sinne ebenfalls erst in jüngerer Zeit untersucht, ob bis dato unerkannt gebliebene Defizite im zentralen Hören infolge von Entwicklungsverzögerungen oder Entwicklungsstörungen ursächlich dafür seien. In der Habilitationsschrift Altershörigkeit hat G. Hesse nach einer Studie an 477 Hörbehinderten festgestellt, dass für die übergroße Mehrzahl der Schwerhörigkeiten im Alter sowohl Haarzellschäden des Innenohres als auch Veränderungen der zentralen neuronalen Hörverarbeitung verantwortlich seien.